# La galassia Gutenberg: nascita dell'uomo tipografico
La galassia Gutenberg: nascita dell'uomo tipografico (The Gutenberg Galaxy: the Making of Typographic Man), stampato dall'Università di Toronto, è un saggio del 1962 di Marshall McLuhan.
Questo libro portò nel linguaggio comune termini come Villaggio globale e Galassia Gutenberg. In esso McLuhan analizza gli effetti che i media e le loro tecniche di comunicazione hanno sulla cultura europea e sulle persone.
McLuhan studia la nascita di ciò che definisce l'uomo di Gutenberg, prodotto dal cambiamento della coscienza provocato dall'avvento del libro stampato. In particolare con la sua celebre affermazione "il mezzo è il messaggio" l'autore voleva mettere in evidenza come queste invenzioni non siano semplici strumenti che le persone utilizzano. A suo parere, infatti, le persone sono reinventate e influenzate da tali mezzi. La diffusione, in Europa, del procedimento di stampa a caratteri mobili segnò il passaggio da una comunicazione in cui era presente un equilibrio tra tutti i sensi a una tirannia della componente visiva. Inoltre l'autore sostiene che tale invenzione ha portato alla nascita del nazionalismo, del dualismo, alla dominazione del razionalismo, all'automazione della ricerca scientifica, alla standardizzazione delle culture e all'alienazione degli individui.
I caratteri mobili, con la loro capacità di riprodurre testi velocemente e con precisione, hanno portato a una omogeneità e ripetitività.

## Grandezza ipotetica della galassia di Gutenberg
È possibile effettuare una stima ipotetica della grandezza della galassia di Gutenberg. La British Library nel 2004/2005, secondo una stima approssimata, la calcolò  in più di 97 milioni di articoli, comprese 13.3 milioni di monografie. La Library of Congress propose, invece, una stima di 130 milioni di articoli, compresi "più di 29 milioni di libri". 
Volendo esprimere con un esempio numerico la portata di questi numeri, si può immaginare che lo spazio su disco occupato da un libro medio (considerato contenente solo testo e un milione di parole) è di 6 MB, secondo le stime del Library of Congress la galassia di Gutenberg occuperebbe 174,000,000,000,000 byte (174x10¹² byte, cioè 174 Terabyte). Assumendo la grandezza delle monografie considerate dalla British library uguale a quella dei libri il risultato diventa 79.8 Terabyte. Ignorando le duplicazioni, per contenere l'intera galassia di Gutenberg sarebbero necessari 1.000 hard disk di 250 Gigabytes ciascuno.
I risultati, tuttavia, sono frutto di notevoli discussioni a causa della definizione di "libro", aperta al dibattito.